# Louis Sachar
Louis Sachar (Nueva York, 1954) es un escritor estadounidense especializado en literatura infantil.

## Obra
- Sexto Grado Secretos (1988): relata una batalla que se genero entre dos clanes enemigos del instituto.

- Los perros no cuentan chistes (1992): trata de un chico que desea ganar un concurso de talentos.

- ¿Secuestrado en el nacimiento? (1992): cuenta la historia de un niño que se plantea si es adoptado al no tener nada en común con su familia.

- Escuela Wayside (1996): relata la historia sobre una escuela en donde en cada planta suceden divertidas aventuras.

- Super rápido, fuera de control! (2000): nos cuenta las aventuras de un muchacho que se compra una bicicleta y, ello le lleva a un lugar, llamado “Suicide Hill”.

- Hoyos (1998): narra la historia de un chico acusado injustamente por un robo y lo llevan a un campamento en el que le obligan a cavar hoyos.

- Hay un chico en el baño de la chicas (2003): relata la historia de un muchacho llamado Bradley Chalkers al que cambian de clase. Él ha repetido y no se encuentra a gusto al ser repetidor. A todo esto se le añaden los problemas de la adolescencia.

- Pequeños pasos (2006): cuenta la Historia de Theodore (Sobaco, compañero de Stanley Yelnats en el campamento Lago Verde) después de salir del campamento Lago Verde. Ahora tiene como prioridad terminar el instituto, evitar situaciones violentas y deshacerse de su mote.